# فرودگاه لا ماراس
فرودگاه لا ماراس  (به انگلیسی: Las Marías Airport) (به زبان بومی: Aeródromo Las Marías) یک فرودگاه همگانی است که یک باند فرود بتن دارد و طول باند آن ۱۲۵۰ متر است. این فرودگاه در کشور شیلی قرار دارد و در ارتفاع ۴ متری از سطح دریا واقع شده است.